# Heterocerus morgani
Heterocerus morgani is een keversoort uit de familie oevergraafkevers (Heteroceridae). De wetenschappelijke naam van de soort is voor het eerst geldig gepubliceerd in 1907 door Grouvelle.